# NVIDIA ION

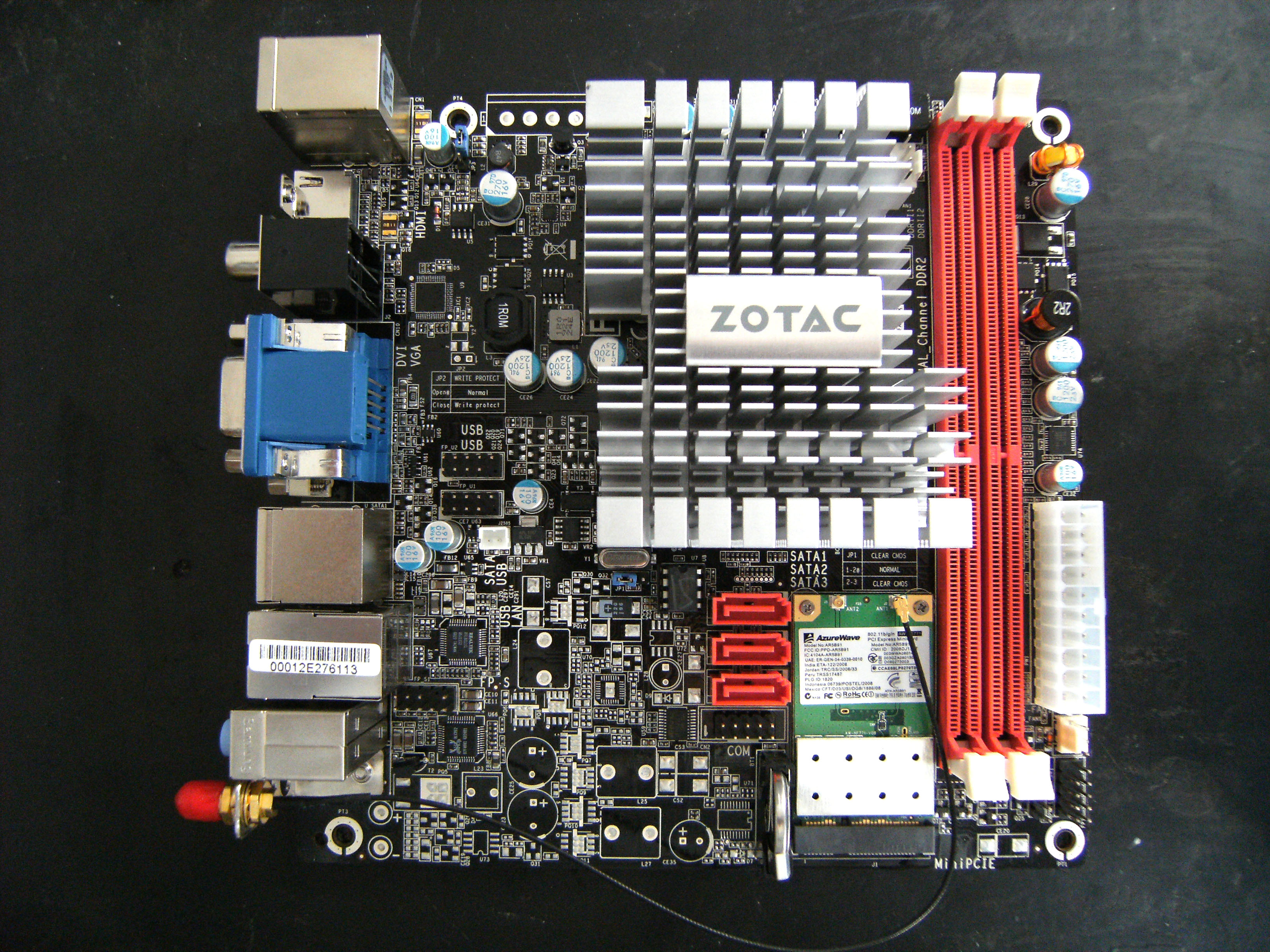
Zotac ION

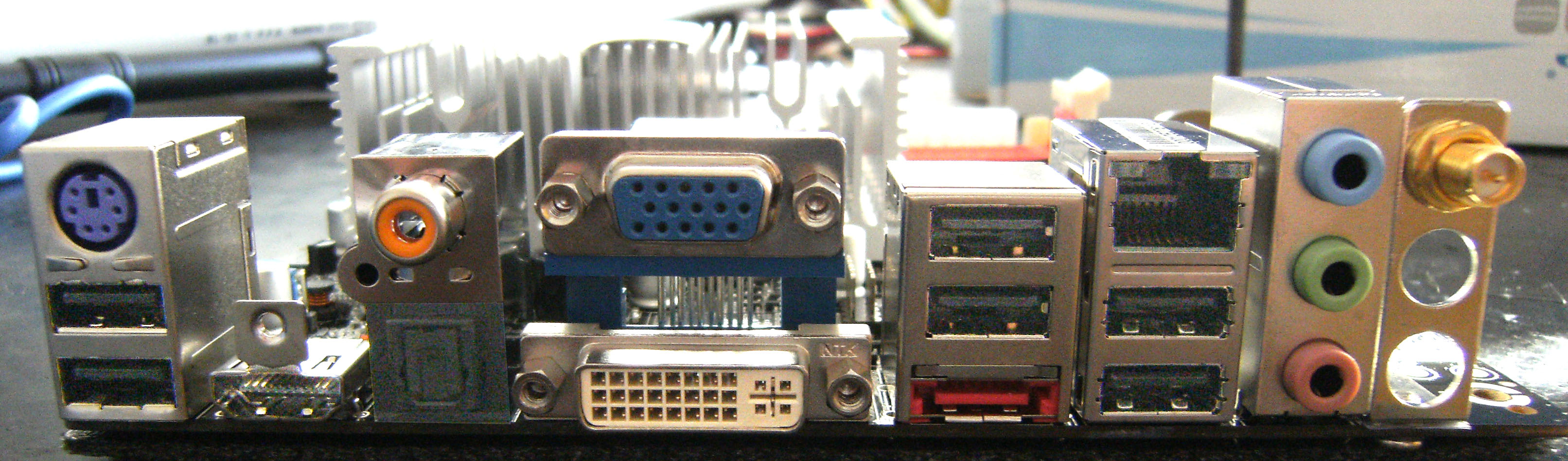
Rear conn of Zotac ION

NVIDIA ION (エヌヴィディア イオン) とは、NVIDIAがネットブック・ネットトップデバイス向けに提唱する、 Intel Atom に組み合わせるプラットフォームのブランド名。第1世代はGPU統合型チップセットであり、第2世代は単体GPUの形を取っている。

## 第1世代
第1世代NVIDIA IONはIntel Atomに対応するGPU統合型チップセット NVIDIA GeForce 9400M G である。GPUが Direct3D 10 に対応しているため、マイクロソフトは Windows Vista 互換の認証を出している。
従来の Intel Atom 搭載ネットブックで使われる事の多い Intel 945GSE と ICH7M の2チップ構成では、内蔵GPUは Direct3D 9 まで、メモリインタフェースはDDR2-667までの対応となっている。これに対して、 NVIDIA GeForce 9400M G では、 Direct3D 10 世代GPUと、メモリがDDR2-800に加えてDDR3-1066に対応することにより、処理が高速化した。サウスブリッジを統合した1チップ構成であるため、マザーボード上の実装面積も小さくなる。
これらによって、ある程度の3D性能が必要なゲームが実行可能になり、Blu-ray Disc（1080pのフルスペックHD）を再生可能になった。また、同社が推進しているGPGPU技術のCUDAにより、動画圧縮において Intel Atom 単独に比べて最大10倍高速化した。
IONを搭載した最初のマザーボードは2009年5月に香港のメーカーZOTACから発売された。価格は3万円程度とIntel製のAtom搭載マザーボードより高価であった。6月にはIONを採用した初のネットトップ「Acer AspireRevo」、初のネットブック「サードウェーブ Prime Note Cresion NA」と、「Lenovo IdeaPad S12」が発売された。

## 第2世代
第2世代のAtom (開発コードネーム：Pine Trail) にはノースブリッジ機能が統合され、従来のIONでは対応できない。これに対応するため第2世代のIONはAtomとIntel NM10 Expressチップセットに単体GPUを付加する形で提供されることが2010年3月に発表された。NVIDIA Optimus Technologyにより、高度なグラフィックスやCUDAの処理が必要な時だけGPUが動作するため消費電力の増加が最小限に抑えられる。
グラフィックスコアは16個で DirectX 10.1, OpenGL 3.3 をサポートしている。
2010年5月にZOTACより第2世代IONを搭載したベアボーン「ZBOX HD-ID11」が発売された。9月には第2世代IONを搭載した最初のマザーボード「AT5IONT-I」がASUSから発売された。